# 2002 AT4
2002 AT4是一颗尚未命名的近地小行星。直径大约160 - 370米。
2005年9月26日，ESA将其作为堂吉诃德小行星防卫计划（Don Quijote）的目标之一。（另一个是(52760) 1998 ML14）